# تری مارتین
تری مارتین (انگلیسی: Terry Martin؛ زادهٔ ۱۰ اکتبر ۱۹۸۰) او هم‌اکنون در دسته سبک‌وزن سازمان یواف‌سی مبارزه می‌کند.و بوکسور اهل ایالات متحده آمریکا است.